# Pacing (aktivitetshantering)
Pacing är en aktivitetshanteringsteknik för att hantera ett långsiktigt hälsotillstånd eller funktionshinder, som syftar till att maximera vad en person kan göra samtidigt som man minskar, eller åtminstone kontrollerar, alla symtom som begränsar aktiviteten.  Pacing används vanligtvis för att hjälpa till att hantera tillstånd som orsakar kronisk smärta eller kronisk trötthet.

## Mål
Pacing syftar till att hantera symtom genom att undvika "boom and bust"-cykeln som är vanlig bland människor som överskrider sin nuvarande, begränsade kapacitet. Detta leder ofta till att man tvingas avbryta sina aktiviteter till följd av smärta, trötthet eller andra symtom, och sedan kräver en stor mängd vila innan man kan återuppta sin aktivitet. Cykeln upprepas sedan.

## Inslag av pacing
Det finns ingen konsensus om vilka element som ingår i pacing.:135Pacing involverar vanligtvis:
- planera aktiviteter i förväg
- ta regelbundna vilopauser
- att välja aktiviteter utifrån tillgänglig energi
- prioritera aktiviteter[2][3]

## Används
Pacing har använts för att hjälpa till att hantera en mängd olika sjukdomar och funktionsnedsättningar, inklusive neuromuskulära sjukdomar som Charcot-Marie-Tooths sjukdom (CMT), reumatoid eller immunmedierade sjukdomar som reumatoid artrit, juvenil artrit och fibromyalgi, kronisk trötthet, ED och Ehls syndrom (D). Det har visat sig minska exacerbation av symtom efter ansträngning hos personer med lång covid.

### Resultat
I många hälsotillstånd finns det inga kliniska prövningar för att fastställa effektiviteten av pacing. :135